# Перл (Мисисипи)
Перл (енгл. Pearl) град је у америчкој савезној држави Мисисипи.

## Демографија
По попису из 2010. године број становника је 25.092, што је 3.131 (14,3%) становника више него 2000. године.
| Група             | 2000.          | 2010.          |
| Белци             | 17.603 (80,2%) | 17.103 (68,2%) |
| Афроамериканци    | 3.567 (16,2%)  | 5.768 (23,0%)  |
| Азијати           | 174 (0,8%)     | 217 (0,9%)     |
| Хиспаноамериканци | 446 (2,0%)     | 1.598 (6,4%)   |
| Укупно            | 21.961         | 25.092         |